# Capitainerie du Ceará
La capitainerie du Ceará était l'une des quinze capitaineries héréditaires en lesquelles fut initialement divisé le Brésil à l'époque coloniale. Elle fut créée en 1532 et fut donnée à Antônio Cardoso de Barros qui ne la visita cependant jamais. 
La première expédition d'importance à destination de la capitainerie fut menée par Pero Coelho de Sousa en 1603. Cependant, avec une population très réduite, ne justifiant pas une administration autonome, la capitainerie fut supprimée et ses territoires annexés à l'État du Maranhão en 1621. De 1646 à 1799, elle dépend de la capitainerie du Pernambouc. 
La capitainerie du Ceará retrouve son indépendance le 17 janvier 1799. Le 28 février 1821, elle devint une province qui formera plus tard l'actuel État du Ceará lors la proclamation de la République Brésilienne en 1889. 